# Stenomesius guttativertex
Stenomesius guttativertex är en stekelart som först beskrevs av Girault 1913.  Stenomesius guttativertex ingår i släktet Stenomesius och familjen finglanssteklar. Inga underarter finns listade i Catalogue of Life.